# Ricardo Ortega Perrier
Ricardo Ortega Perrier (Iquique, 18 de septiembre de 1951) es un aviador, piloto de combate y comandante en jefe de la Fuerza Aérea de Chile en el periodo 2006-2010.

## Biografía

### Familia
Es hijo de Ricardo Ortega Fredes, subsecretario de aviación en el gobierno de Salvador Allende. Está casado con Denise Benard Shand, con quien tienen cuatro hijos.

## Carrera militar
El 1 de enero de 1967, ingresó a la Escuela de Aviación, de la cual se graduó el 1 de enero de 1972 en el grado de subteniente. Paralelamente, cursó la carrera de licenciatura en Educación en la Pontificia Universidad Católica de Chile.
Durante la década de 1980, desarrolló una amplia carrera de capacitación para la operación de diferentes aeronaves como el perfeccionamiento de su formación pedagógica, tanto en la Academia de Guerra como en el extranjero, además de las Relaciones Internacionales, la Administración Militar y el Derecho Aeronáutico. 
También se desempeñó como director ejecutivo de FIDAE y como representante del Comando Logístico de la Fuerza Aérea en las misiones en Washington D. C. y en Londres. En este último cargo, le correspondió participar en la mediación entre los Estados chileno y británico a propósito de la detención de Augusto Pinochet en 1998. Allí estrechó lazos con el entonces jefe del Ejército, Óscar Izurieta, quien también estaba destinado a Inglaterra.
En 2001 fue jefe de la división de Educación y en 2002 estuvo a cargo del Comando de Personal. A partir de 2002, se convirtió en jefe del Estado Mayor General. Ocupó el cargo de comandante en jefe de la Fuerza Aérea en el periodo 5 de noviembre de 2006-5 de noviembre de 2010.

## Carrera política
En 2021 fue miembro del partido de ultraderecha Partido Nacional Ciudadano, que fue disuelto en 2022. Postuló al Senado en las elecciones de 2021 por el Partido Republicano, por la Circunscripción 7 de la Región Metropolitana, sin resultar electo.
Postuló al Consejo Constitucional por la Región del Maule, resultando electo con el 11,09 % de los votos.

En el consejo forma parte de la bancada del Partido Republicano de Chile (2019) junto a Luis Silva Irarrázaval, Beatriz Hevia, Sebastián Parraguez, Sebastián Figueroa, Mariela Fincheira, Hector Urban, Paul Sfeir, Diego Vargas y Gloria Paredes entre otros.

## Controversia
En su puesto de comandante en jefe, fue acusado en octubre de 2011 ante la Contraloría General de la República por nepotismo luego de que su esposa, Denise Bernard, fuera llamada en «comisión de servicio» por su marido como acompañante en los viajes que este desempeñaba en su cargo. Bernard trabajaba como jefa de un departamento en el hospital institucional, sin que se le descontaran las horas que se ausentó. Además, habría favorecido a su hija abogada con un cargo en la FACH, así como a una cuñada, y se le acusó de triangular recursos públicos para así poder contratar a una asesora del hogar con costo al erario público. Tras un sumario administrativo, se descartó una irregularidad; sin embargo, se le ordenó devolver las remuneraciones de dos meses que le fueron pagadas a la asesora del hogar.

## Historial electoral

### Elecciones parlamentarias de 2021
- Elecciones parlamentarias de 2021, candidato a senador por la Circunscripción 7, Región Metropolitana de Santiago

| Candidato                        | Pacto                    | Partido | Votos   | %     | Resultado |
| -------------------------------- | ------------------------ | ------- | ------- | ----- | --------- |
| Fabiola Campillai Rojas          | Independiente            | Ind.    | 402 078 | 15,14 | Senadora  |
| Manuel José Ossandón Irarrázaval | Chile Podemos Más        | RN      | 279 908 | 10,54 | Senador   |
| Rojo Edwards Silva               | Frente Social Cristiano  | PRCh    | 249 273 | 9,39  | Senador   |
| Luciano Cruz-Coke Carvallo       | Chile Podemos Más        | EVO     | 150 868 | 5,68  | Senador   |
| Claudia Pascual Grau             | Apruebo Dignidad         | PCCh    | 139 722 | 5,26  | Senadora  |
| Jaime Mañalich Muxi              | Chile Podemos Más        | ILAA    | 132 621 | 4,99  |           |
| Karina Oliva Pérez               | Apruebo Dignidad         | COM     | 112 730 | 4,24  |           |
| Marcela Sabat Fernández          | Chile Podemos Más        | RN      | 109 241 | 4,11  |           |
| Guillermo Teillier Del Valle     | Apruebo Dignidad         | PCCh    | 101 506 | 3,82  |           |
| Celeste Jiménez Riveros          | Partido Ecologista Verde | PEV     | 79 928  | 3,01  |           |
| Paulina Vodanovic Rojas          | Nuevo Pacto Social       | PS      | 71 205  | 2,68  |           |
| Cristián Contreras Radovic       | Independientes Unidos    | CU      | 71 019  | 2,67  |           |
| Gabriel Silber Romo              | Nuevo Pacto Social       | PDC     | 58 716  | 2,21  |           |
| Rocío Donoso Pineda              | Apruebo Dignidad         | RD      | 53 235  | 2,00  |           |
| Sebastián Depolo Cabrera         | Apruebo Dignidad         | RD      | 48 858  | 1,84  |           |
| Gonzalo Martner Fanta            | Apruebo Dignidad         | ILAR    | 44 511  | 1,68  |           |
| Natalia Piergentili Domenech     | Nuevo Pacto Social       | PPD     | 17 129  | 0,64  |           |
| Ricardo Ortega Perrier           | Frente Social Cristiano  | PRCh    | 16 422  | 0,62  |           |

### Elecciones de consejeros constituyentes de 2023
- Elecciones de consejeros constitucionales de 2023, para la Circunscripción 9 (Región del Maule)[7]

| Candidato                         | Pacto               | Partido | Votos  | %     | Resultado |
| --------------------------------- | ------------------- | ------- | ------ | ----- | --------- |
| Ricardo Ortega Perrier            | Partido Republicano | PRCh    | 69 690 | 11,09 | Consejero |
| Miguel Rojas Soto                 | Partido Republicano | PRCh    | 59 037 | 9,40  | Consejero |
| María Gatica Gajardo              | Partido Republicano | PRCh    | 57 276 | 9,12  | Consejera |
| Christian Suárez Crothers         | Unidad para Chile   | ILD     | 55 836 | 8,89  | Consejero |
| María Claudia Jorquera Coria      | Chile Seguro        | UDI     | 30 632 | 4,88  | Consejera |
| Marlenne Durán Seguel             | Chile Seguro        | RN      | 29 055 | 4,63  |           |
| Mario Undurraga Castelblanco      | Chile Seguro        | UDI     | 28 661 | 4,56  |           |
| Greis Parada Rojas                | Partido Republicano | PRCh    | 26 650 | 4,24  |           |
| Luis Valdentín Ferrada Valenzuela | Chile Seguro        | RN      | 24 814 | 3,95  |           |
| Pablo Verdugo Vergara             | Todo por Chile      | ILB     | 22 464 | 3,58  |           |
| Segundo Hojas del Valle           | Partido Republicano | PRCh    | 22 015 | 3,50  |           |
| Rocío Moya Romero                 | Unidad para Chile   | ILD     | 21 432 | 3,41  |           |